# Fonte Gaia (Sienne)
La Fonte Gaia (littéralement : Source joyeuse) est une fontaine de Sienne, en Italie. Elle doit son nom à la joie manifestée par les Siennois le jour de son inauguration.

## Histoire
Réalisée entre 1409 et 1419 par le sculpteur Jacopo della Quercia, c’est la fontaine la plus élevée de la ville et sans doute la plus importante, que ce soit par sa valeur artistique évidente ou bien par son emplacement privilégié, sur la Piazza del Campo.
Les panneaux décoratifs originaux de Jacopo della Quercia ont été enlevés en 1869 pour les préserver de l’usure du temps et ont été remplacés par des copies dues à Tito Sarrocchi. Les marbres originaux ont été déplacés vers le complexe muséal de l’hôpital Santa Maria della Scala.

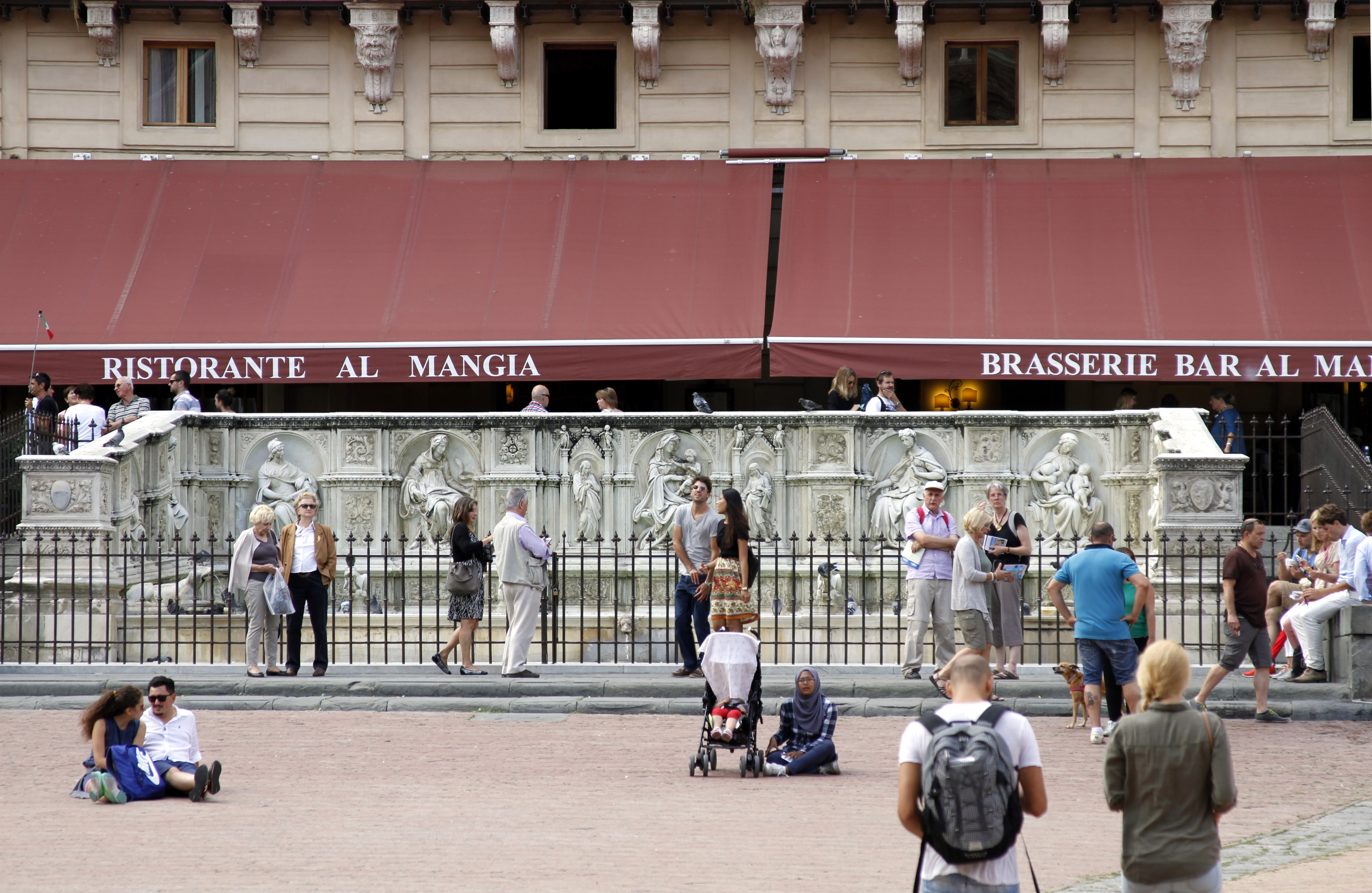
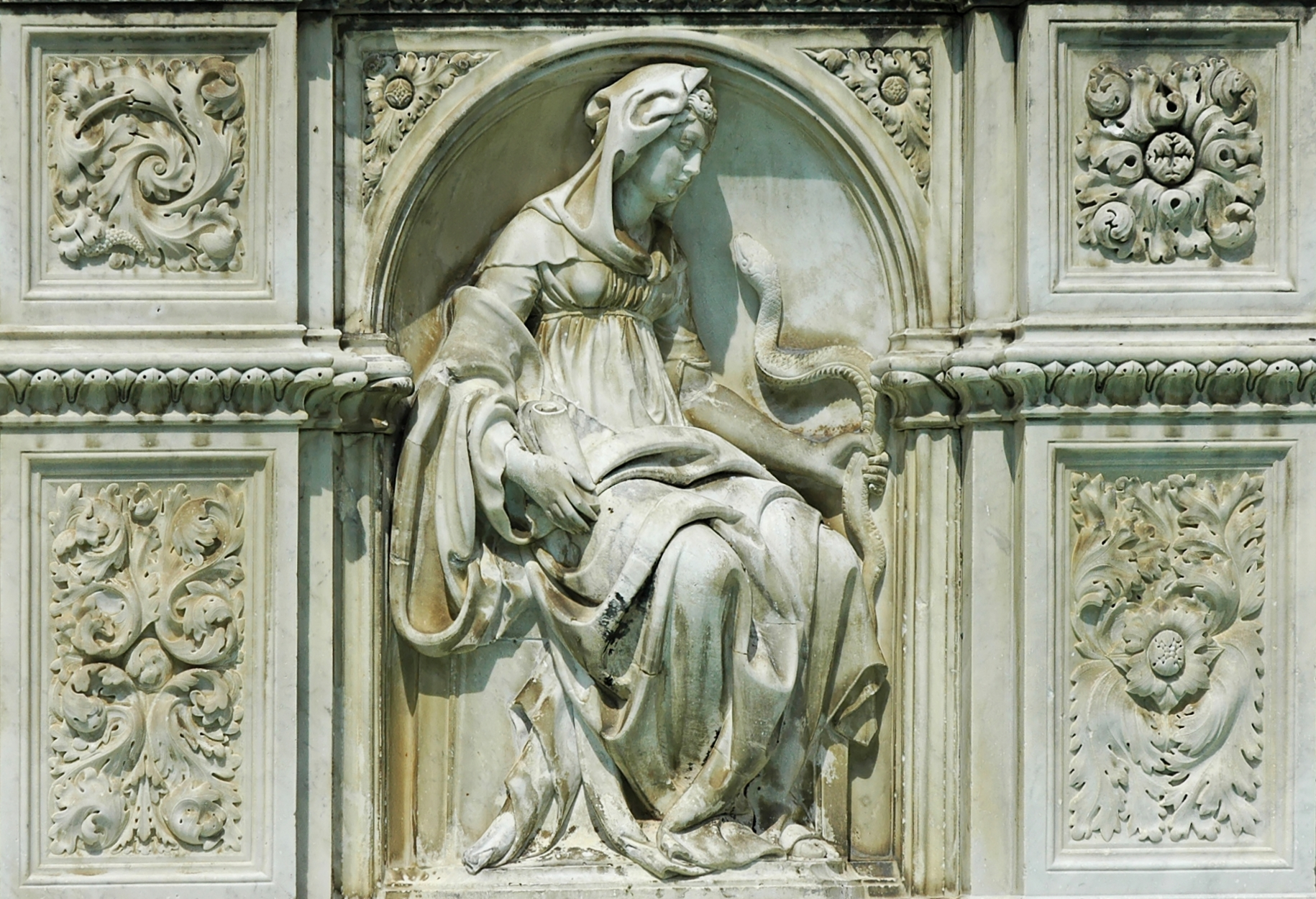
Copie d'un des panneaux d'origine.
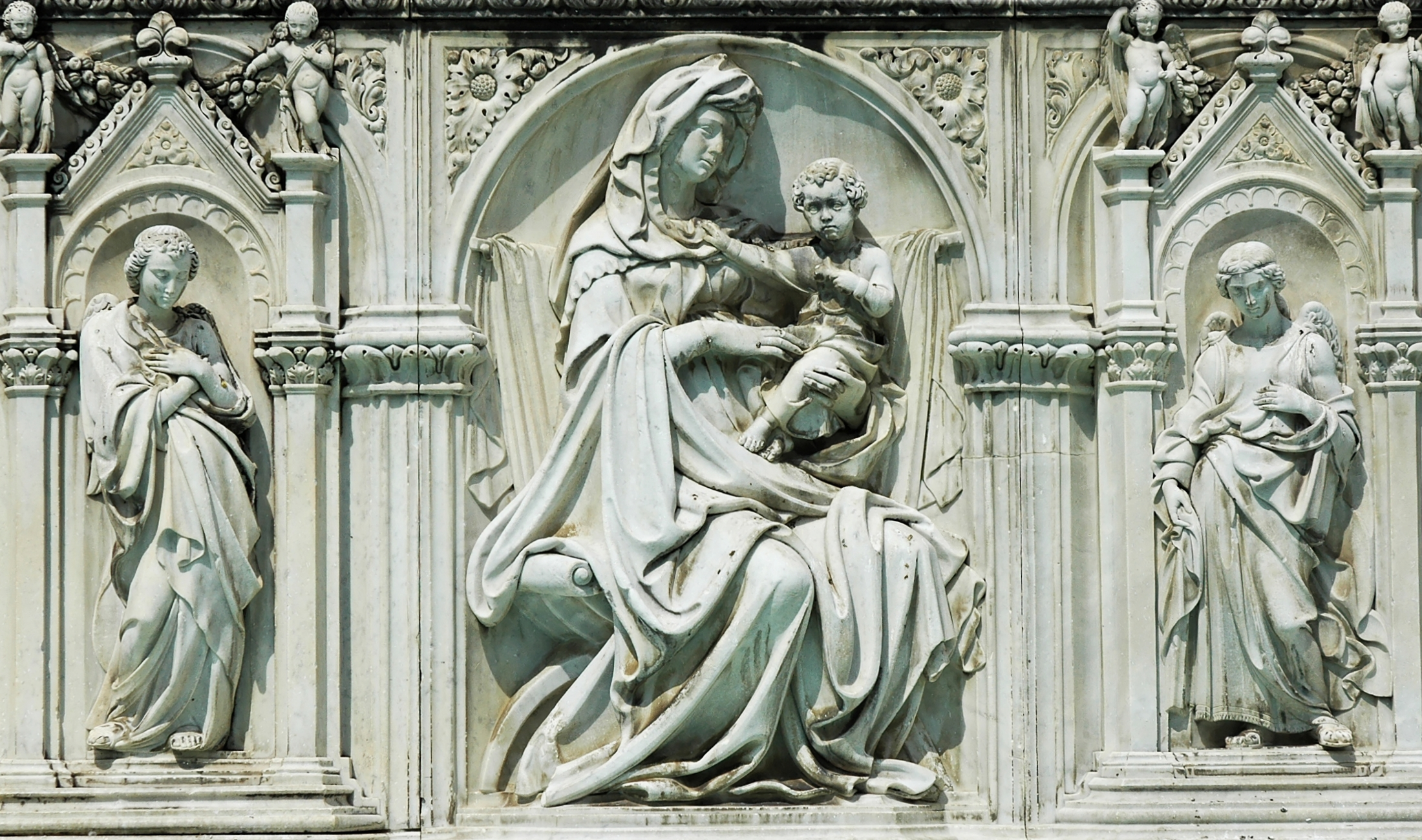
Copie d'un des panneaux d'origine : Vierge à l'enfant.
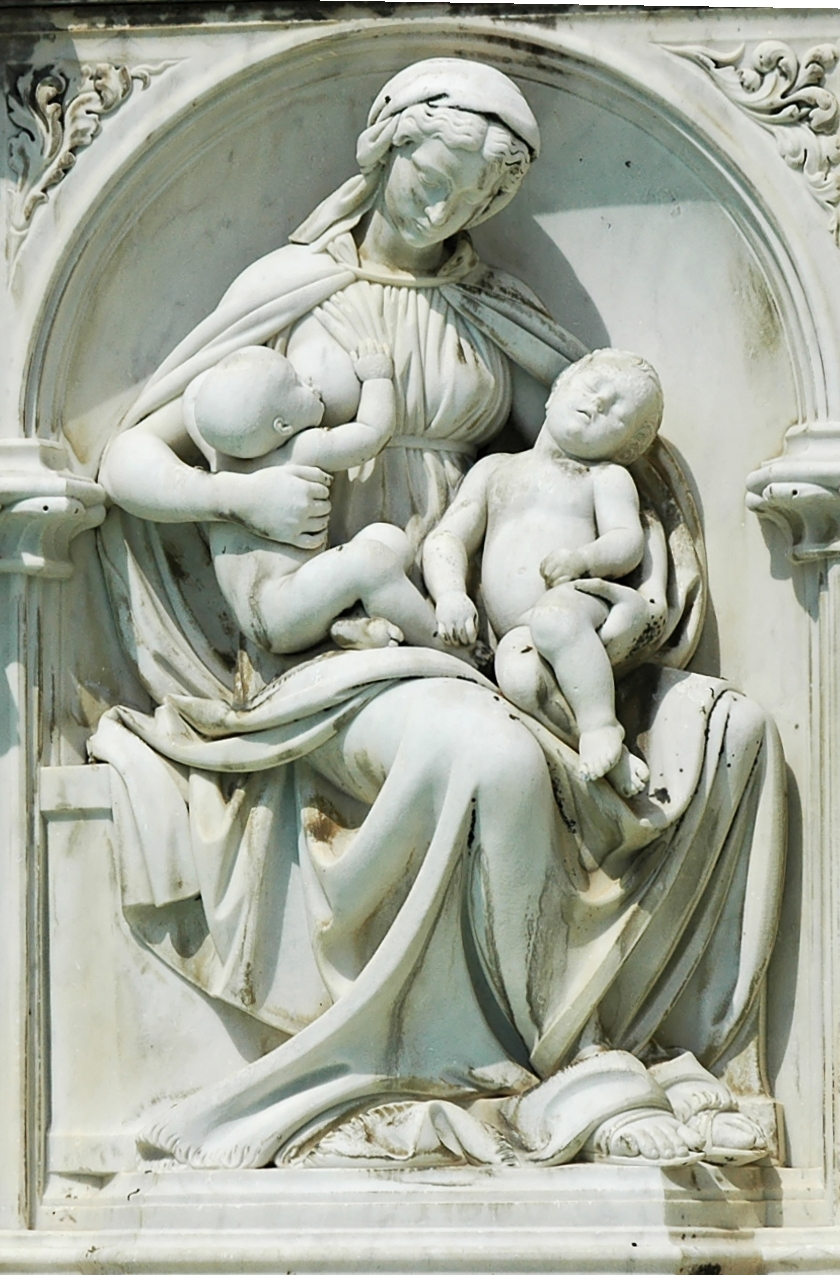
Copie d'un des panneaux d'origine.
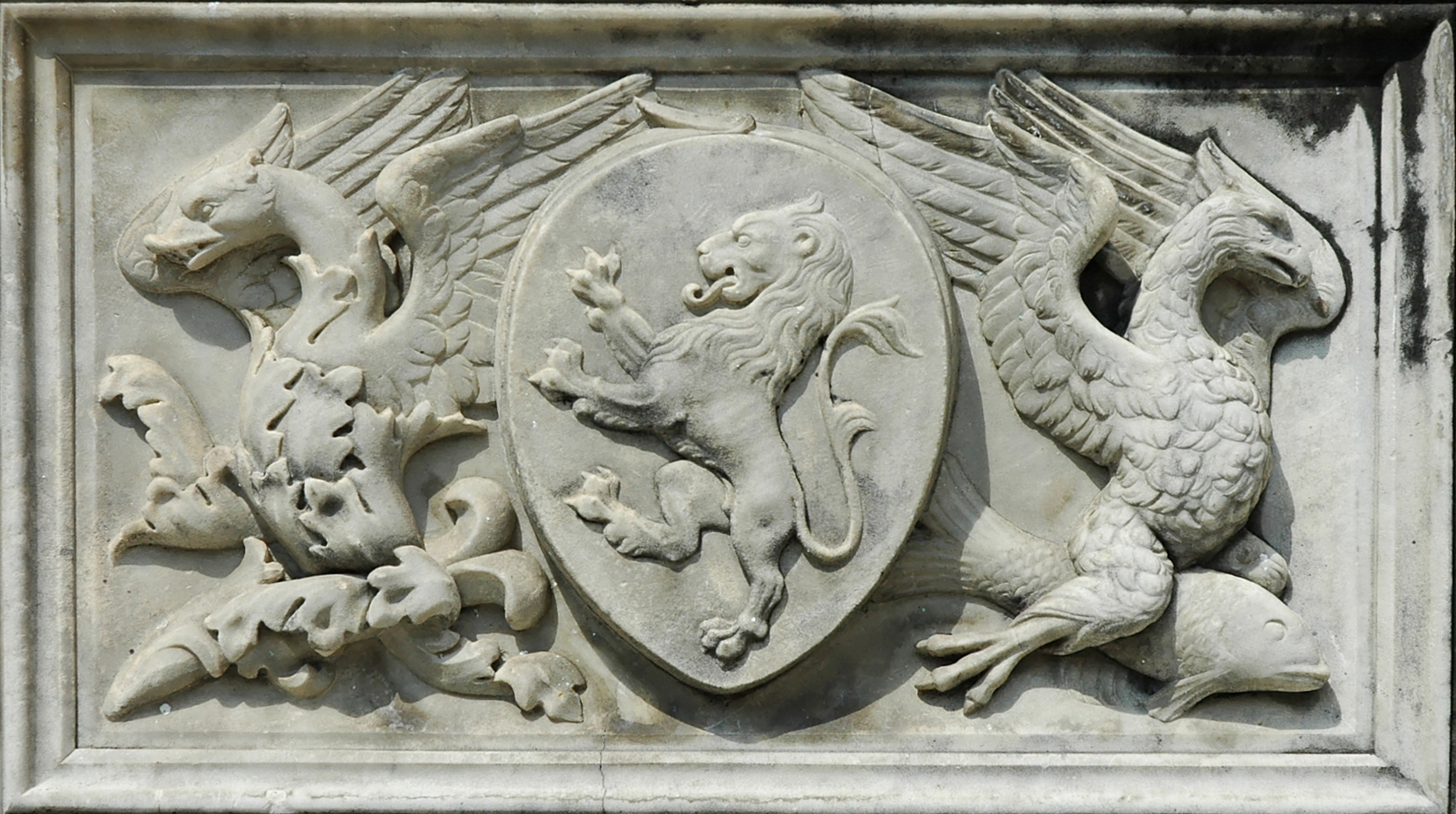
Copie d'un des panneaux d'origine : lion héraldique.
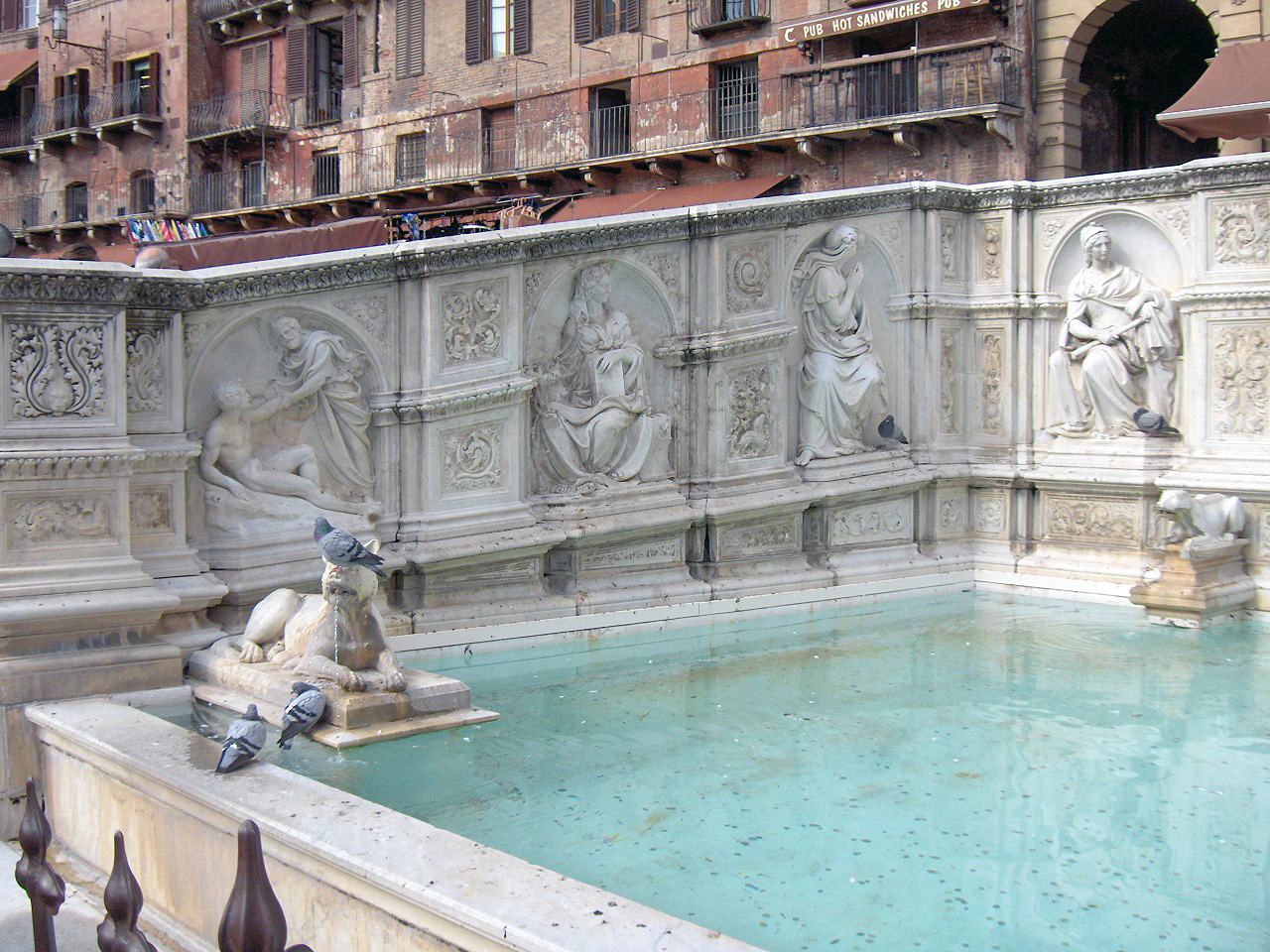
Vue de la partie gauche, représentant la création d'Adam.
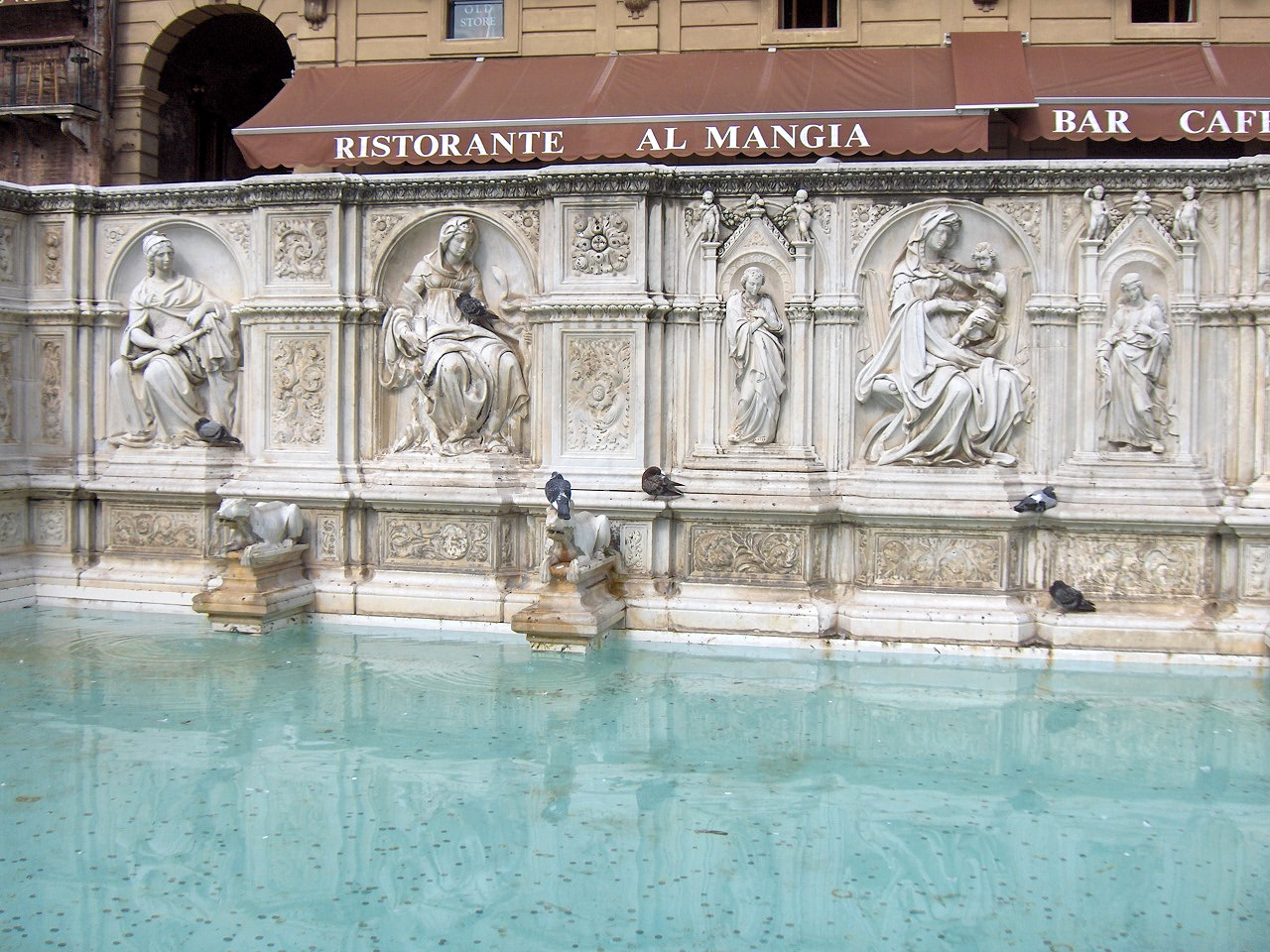
Partie centrale de la fontaine.
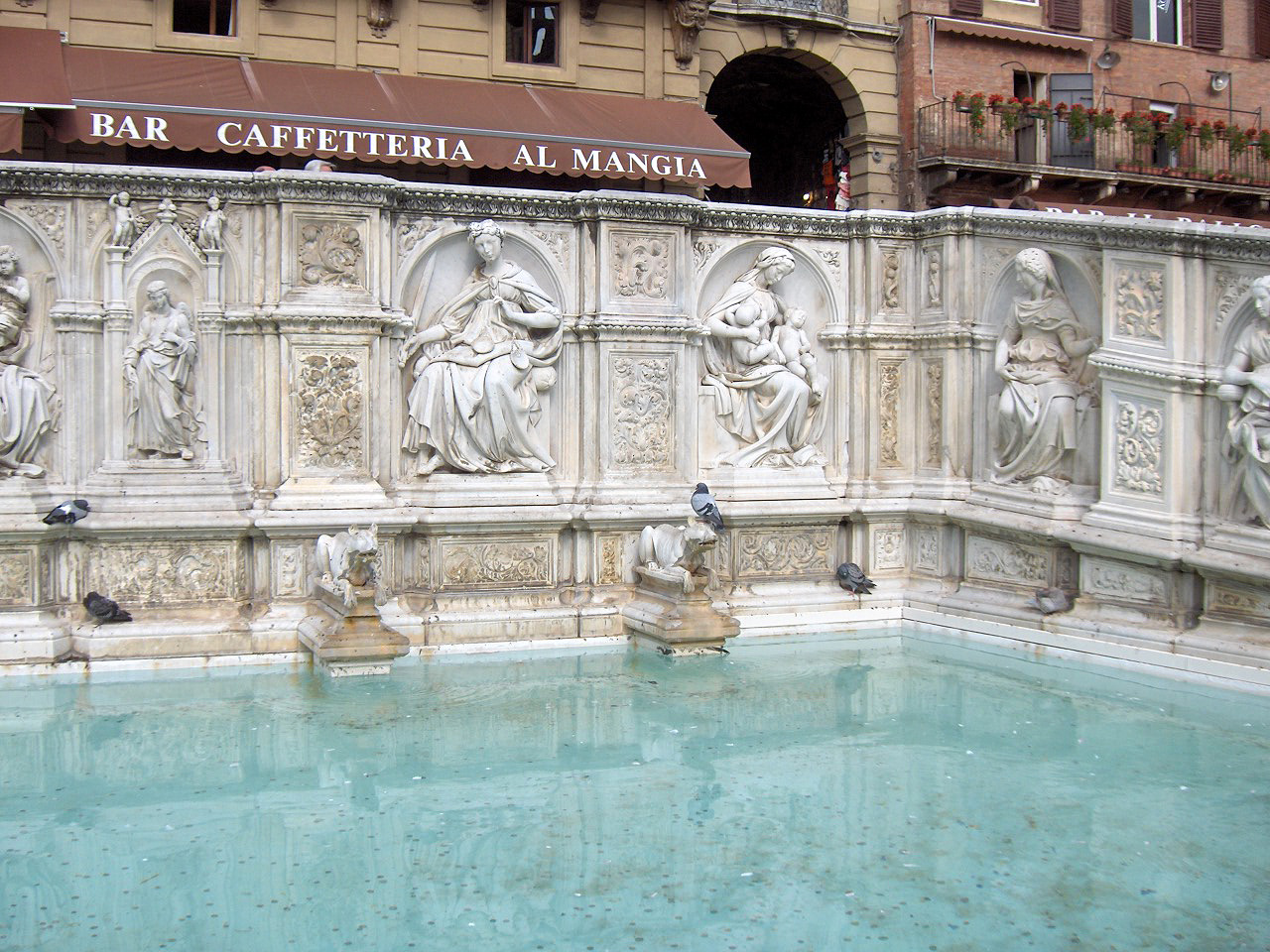
Partie droite de la fontaine.

## Les autres fontaines de Sienne
Chaque contrade possède sa fontaine ou sa source, lieu fédérateur pour les habitants, notamment lors des fêtes patronales.

### Fontaines d'intérêt historique et architectural
- Fonte del Casato
- Fonte di Follonica
- Fontebranda
- Fonte Nuova d'Ovile
- Fonte di Ovile
- Fonte di Pescaia

### Autres fontaines notables
- Fonte delle Monache
- Fonte di San Maurizio
- Fonte di Pantaneto
- Fonte dei Pispini
- Fonte di San Carlo
- Fonte dell'Orto Botanico
- Fonte di Porta Giustizia
- Fonte del Laterino
- Fonte delle Sperandie
- Fonte Caccialupi Fontebecci
- Fonte delle Cannelle
- Fonte della Prodaia
- Fonte di San Prospero